# Прайс, Стивен
Сти́вен Пра́йс (англ. Steven Price; род. 22 апреля 1977, Ноттингем или Великобритания) — британский композитор и музыкант, специализирующийся на музыке для кинофильмов. Лауреат премии «Оскар» (2014).

## Фильмография
- 2023 — Койот против Акме / Coyote v. Acme
- 2020 — Мой создатель / Archive
- 2019 — Наша планета / Our Planet
- 2019 — Волшебный парк Джун / Wonder Park
- 2018 — Дельфиний риф / Dolphin Reef
- 2017 — Наёмник / American Assassin
- 2016 — Отряд самоубийц / Suicide Squad
- 2015 — Охота / The Hunt
- 2014 — Ярость / Fury
- 2014 — Верь / Believe
- 2013 — Анингаак / Aningaaq
- 2013 — Гравитация / Gravity[3]
- 2013 — Армагеддец / The World’s End
- 2011 — Чужие на районе / Attack the Block
- 2017 — Малыш на драйве / Baby Driver
- 2006 — Sucking Is a Fine Quality in Women and Vacuum Cleaners (короткометражный)
- 2005 — Angel of Death: The Beverly Allitt Story (телефильм)
- 2004 — The Mysterious Death of Cleopatra (документальный телефильм)